# 高蟹蛛属
高蟹蛛属（学名：Takachihoa）是蟹蛛科下的一个属。

## 下属物种
本属包括以下物种：
- 薄片高蟹蛛 Takachihoa lamellaris
- 小野高蟹蛛 Takachihoa onoi
- 小树皮蟹蛛 Takachihoa trunciformis，似野高蟹蛛、树形高蟹蛛
- 膨胀高蟹蛛 Takachihoa tumida